# Cristian-Gabriel Seidler
Cristian-Gabriel Seidler (n. 24 aprilie 1981

, Oradea, România) este un deputat român, ales în 2016. Este și actual vicepreședinte al partidului Uniunea Salvați România (USR). 

## Educație
Seidler a absolvit Colegiul Național Emanuil Gojdu în 1999 și Facultatea de Științe Juridice din Oradea în 2003. A urmat cursuri în domeniul resurselor umane, dezvoltând o carieră de peste 10 ani în acestă branșă.

## Alte activități
A făcut și voluntariat prin intermediul Rotaract Club.

## Viață personală
Este fiul lui Andrei Seidler, directorul Centrului Comunitar Evreiesc din Oradea.